# Úvula (álbum)
Úvula es el primer trabajo discográfico, perteneciente al grupo de rock alternativo argentino, Face Cream. Se grabó de manera independiente en los Estudios Argot de la ciudad de La Plata. La particularidad de este primer trabajo discográfico de la banda es que todas las canciones están escritas en inglés en razón de que, según sus integrantes, el estilo musical era mejor representado en ese idioma.
El álbum, fue producido íntegramente por los miembros de la banda y su personal, contando con la masterización de Gustavo Fourcade en "Steps Ahead Sounds", quien trabaja con artistas como Ricardo Mollo, Les Luthiers, Javier Malosetti, El Bahiano, Las Pelotas, etc.

## Ficha técnica
- Grabado y mezclado en el Estudio Argot, La Plata BA, Argentina.
- Grabación y edición de tecnología: Matías "Paya" Gonzales Acuña.
- Mezclado por Fernando Quintela.
- Dominar: Steps Ahead Sound, CABA, Argentina. Ingeniero de Mastering: Gustavo Fourcade.
- Producido por Matías Gonzales Acuña, Fernando Quintela y Crema Facial.
- Arte: Federico Postiglione y Gastón Mateos.
- Folletos y Fotografías de la cubierta: Gastón Mateos.
- Grabación de fotos: Pablo Migliore.
- Música y letra de Face Cream.

## Lista de canciones
| N.º | Título           | Duración |  |
| 1.  | «About Ranple»   | 04:57    |  |
| 2.  | «Shapeless»      | 03:19    |  |
| 3.  | «Drily»          | 04:51    |  |
| 4.  | «Not My Bomb»    | 03:51    |  |
| 5.  | «Evergreen»      | 05:04    |  |
| 6.  | «Offline»        | 02:55    |  |
| 7.  | «Neckerchief»    | 03:09    |  |
| 8.  | «Jeer»           | 04:43    |  |
| 9.  | «Right Avenue»   | 03:19    |  |
| 10. | «Ignosia»        | 03:50    |  |
| 11. | «Scruffy»        | 04:56    |  |
| 12. | «At Rock Bottom» | 04:16    |  |